# Passivhaus
Unter einem Passivhaus wird ein Gebäude verstanden, das aufgrund konsequenter Vermeidung von Wärmeverlusten einen so geringen Energiebedarf hat, dass in der Regel keine klassische, wassergeführte Gebäudeheizung benötigt wird. Dies wird erreicht durch einen guten Wärmeschutz, die Vermeidung von Wärmebrücken und eine Lüftungsanlage mit Wärmerückgewinnung.
Die Häuser werden „passiv“ genannt, weil der überwiegende Teil des Wärmebedarfs aus „passiven“ Quellen wie Sonneneinstrahlung und Abwärme von Personen und technischen Geräten gedeckt wird. Das Ergebnis ist ein niedriger Energieverbrauch. Dabei ist das Passivhaus keine neue Bauweise, sondern ein Baustandard, der Anforderungen bezüglich Architektur, Technik und Ökologie festlegt und nicht auf einen bestimmten Gebäudetyp beschränkt ist. Es ist auch durch Umbauten und Sanierungen möglich, diesen Standard zu erreichen.

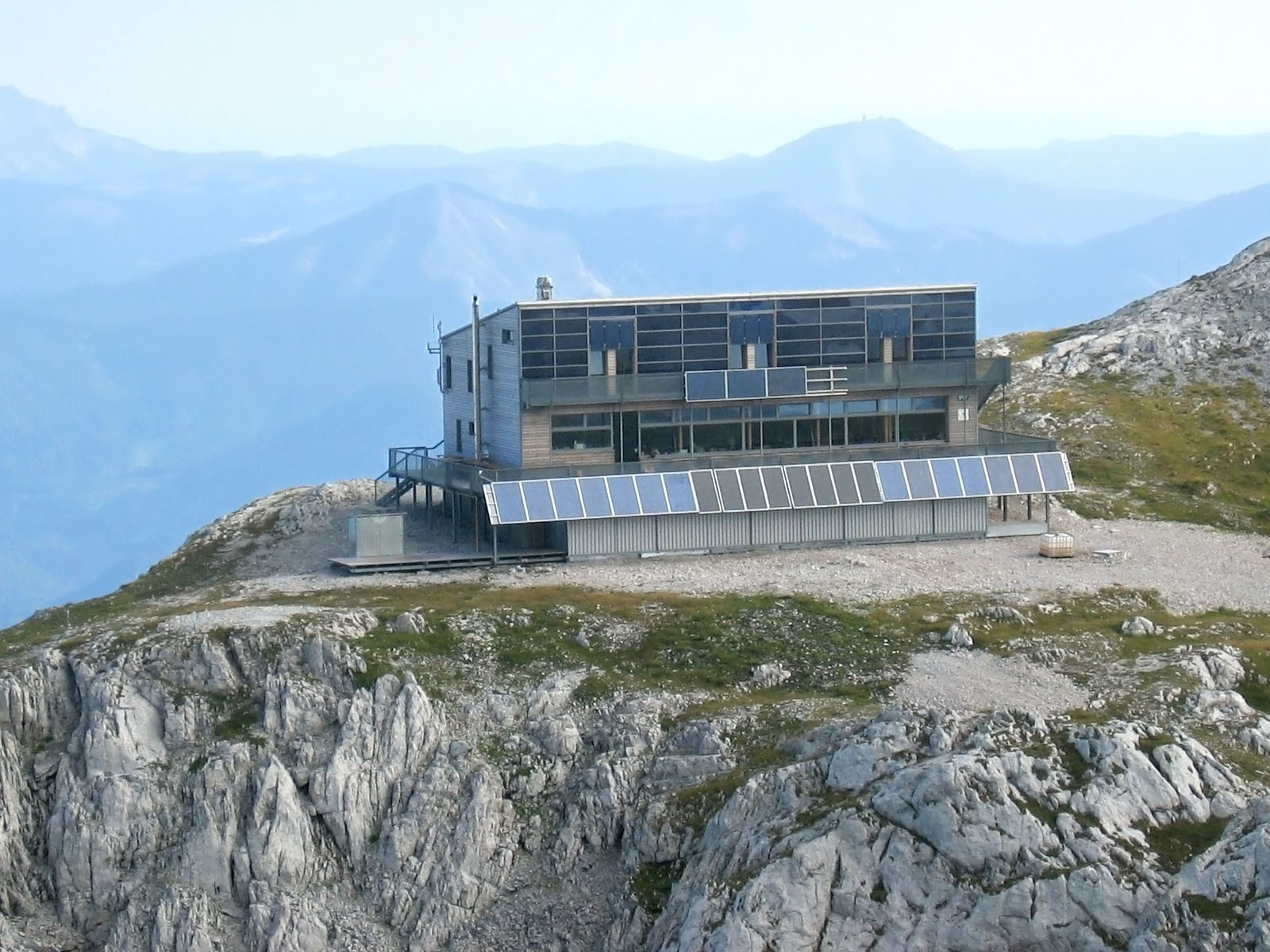
Schiestlhaus, Hochschwab,, Treberspurg und Partner 2004/05 – erstes hochalpines Passivhaus

## Anforderungen
Das Passivhaus darf laut den Zertifizierungskriterien des Passivhausinstituts Darmstadt einen Heizwärmebedarf von 15 Kilowattstunden (Energiegehalt von etwa 1,5 Liter Heizöl) pro Quadratmeter in einem Jahr nicht übersteigen. Die maximal zulässige Heizlast beträgt in der Auslegung 10 W/m² und muss unter allen Witterungsverhältnissen auch in der Winterzeit an ungünstigen Tagen über die Zuluft einbringbar sein.
Weiterhin ist ein Passivhaus durch Grenzwerte im Bereich des Primärenergiebedarfs von 120 kWh/(m²·a), der Luftdichtheit und der minimal erforderlichen Wirkungsgrade für die installierten Geräte definiert.

## Passivhausbauweise

### Funktionsprinzip

Schematischer Aufbau Passivhaus

Ein typisches Passivhaus verfügt über die in der Abbildung dargestellten Konstruktionsmerkmale. Abweichungen sind an jeder Stelle möglich, solange das Prinzip erhalten bleibt (funktionaler Standard).
Das Funktionsprinzip des Passivhauses beruht im Wesentlichen auf der konsequenten Reduktion von Energieverlusten durch Transmission und Lüftung sowie der passiven Nutzung von Wärmequellen.
Beim Passivhaus wird durch den guten Wärmeschutz der Wände, Fenster und des Daches eine überdurchschnittliche Verringerung der Transmissionswärmeverlust durch die Bauteile erreicht. Große Südfenster fangen dabei im Winter viel Sonnenenergie passiv ein. Die Lüftungsanlage und eine möglichst luftdichte Gebäudehülle vermindert ebenfalls einen hohen Wärmeverlust. Zur passiven Energienutzung kann die Frischluft durch einen Erdwärmetauscher vorgewärmt werden.
Mit diesen Bausteinen deckt die Wärme, die Bewohner, Haushaltsgeräte und die Sonne ins Gebäude bringen, bereits einen nennenswerten Teil des winterlichen Energieverlustes.

#### Wärmedämmung
Beim Passivhaus wird durch den guten Wärmeschutz der Wände, Fenster und des Daches eine überdurchschnittliche Verringerung der Transmissionswärmeverlust durch die Bauteile erreicht. Klassische Wärmedurchgangskoeffizienten (U-Werte) opaker Bauteile von Passivhäusern sind ≤ 0,15 W/(m²·K). Wärmebrücken und Undichtheiten sind (auch bei den Anschlüssen) zu vermeiden.

#### Fenster

Querschnitt durch ein Kunststoff- bzw. Holzfenster für Passivhaus-Anwendungen

Die Fenster werden bei mitteleuropäischen Passivhäusern meist dreifach verglast, haben selektive Schichten zu jedem Scheibenzwischenraum und sind mit dem Edelgas Argon (selten Krypton) gefüllt. Obwohl derartige Fenster einen schlechteren Wärmedämmwert (Ug-Wert ca. 0,5–0,7 W/(m²·K)) aufweisen als gut wärmegedämmte Wände, hat ein unverschattetes Südfenster dieser Qualität, auch im Winter, eine positive Energiebilanz durch solare Energiegewinne. Inzwischen gibt es spezielle Fensterkonstruktionen für Passivhäuser, zum Beispiel mit zwei hintereinander liegenden Fensterflügeln, die noch höhere solare Gewinne und bestmöglichen Wärmeschutz garantieren.
Möglichst schmale Rahmen maximieren den Anteil der Glasflächen und optimieren damit den Energieeintrag, u. a. weil der U-Wert einer Dreifachverglasung deutlich besser ist als der des Rahmens. Fensterkonstrukteure sind seit jeher bemüht, schmale Rahmen zu bauen, um auch bei kleinen Fenstern einen hohen Glas-Flächenanteil zu haben. Auch trägt die Art der Einbindung des Fensters in die Wärmeschutzebene (Reduktion von Wärmebrücken bei Planung und Einbau) entscheidend zur Wärmedämmung bei.

#### Lüftung
Die Gebäudehüllen, insbesondere von Neubauten, sind generell nahezu luftundurchlässig. Infolgedessen ist ausreichender natürlicher Luftaustausch bei geschlossenen Fenstern nicht gegeben. Deshalb werden heute vielfach, und nicht nur bei Passivhäusern, Lüftungsanlagen eingebaut, die für den Abtransport von verbrauchter Luft und Wasserdampf und damit für ein angenehmes Raumklima sorgen. Um die Lüftungswärmeverluste zu begrenzen, benötigen Passivhäuser eine kontrollierte Wohnraumlüftung, in der Regel mit Wärmerückgewinnung. Diese sorgt für den notwendigen Luftaustausch und verringert Energieverluste durch Fensterlüftung. Der Austausch der gesamten Luft im Haus dauert etwa 1 bis 4 Stunden. Dabei sind die Luftvolumenströme so gering, dass weder eine Luftbewegung (Zugluft) noch Geräusche wahrnehmbar sind. Bei höheren Luftwechselraten und bei zu engen Kanälen können Strömungsgeräusche hörbar sein. Die frische, gefilterte und meist vorgewärmte Zuluft wird den Wohn- und Schlafräumen zugeführt, gelangt von dort durch Überstromöffnungen (beispielsweise in bzw. über den Türen oder mittels unterschnittener Türblätter) in die Flure und wird in Küchen, Bädern und WCs wieder abgesaugt. Von dort geht die Abluft durch Kanäle zum Wärmeübertrager und schließlich als Fortluft nach draußen.
Das Herzstück der Lüftungsanlage ist die Wärmerückgewinnung mit einem Wärmetauscher, meist einem Gegenstromwärmeübertrager. Die Wärme aus der Abluft kann dort zu 80 bis 95 % für die Zuluft zurückgewonnen werden, ohne dass eine Vermischung der Luft stattfindet. Im normalen Betrieb nimmt eine solche Anlage ohne Heizfunktion für ein Einfamilienhaus etwa 40 Watt Leistung auf. Es gibt auch Geräte, welche auch einen Teil der Luftfeuchtigkeit wiedergewinnen können, dabei können zum Beispiel Enthalpiewärmeübertrager oder Rotationswärmeübertrager eingesetzt werden. Der Luftfilter der Lüftungsanlage kann auch gegen einen Pollenluftfilter ausgetauscht werden. Ebenso lassen sich durch den Einbau eines Ionisationsmoduls mit Ionisationsröhre die Luftqualität verbessern und Schadstoffe abbauen.

#### Heizung
Ein großer Teil des Heizwärmebedarfes wird in Passivhäusern von inneren Gewinnen, d. h. die Wärmeabgabe von Personen und Geräten, sowie von den passiven solaren Gewinnen beim Wärmeeintrag über die Fenster gedeckt.
Der dann noch bestehende Restwärmebedarf kann durch beliebige Quellen bereitgestellt werden (z. B. Gasheizung, Fernwärme, Wärmepumpe, Elektrogebäudeheizung, thermische Solaranlage, Pelletofen oder auch durch eine Ölzentralheizung). Das Passivhauskriterium des Passivhaus-Instituts in Darmstadt ist ein theoretischer Heizwärmebedarf von 15 kWh pro Quadratmeter beheizter Wohnfläche und Jahr. Dies entspricht einem Energiebedarf im Raum von ca. 1,5 Litern Heizöl, vor Verlusten durch die Erzeugung und den Transport im Gebäude. Ein solch geringer Heizwärmebedarf kann durch eine Beheizung der Zuluft der Lüftungsanlage gedeckt werden. Regelmäßig kann eine Beheizung über die Zuluft nur eine geringe Heizlast von etwa 10–20 W je m² abdecken. Dies liegt im Wesentlichen an der geringen Wärmekapazität des Mediums Luft und der, je nach Wärmeerzeuger, mehr oder weniger hohen und begrenzten Temperaturspreizung zwischen der Zuluft nach dem Heizregister und der Raumlufttemperatur. Größere Passivhäuser mit geringer Belegungsdichte werden üblicherweise wie herkömmliche Gebäude über statische Heizflächen, nur eben mit geringerer Größe beheizt. Der Bedarf ist jedoch auch wesentlich vom Nutzerverhalten abhängig. Wichtige Einflussfaktoren sind dabei z. B. die gewünschte Raumtemperatur, Verschattung der Fenster und das Lüftungsverhalten (Stoßlüften oder Fenster dauerhaft in Kippstellung). Im Extremfall kann der tatsächliche Wärmebedarf bei einem Vielfachen des optimal Möglichen liegen.
Bei kleineren Passivhäusern können so genannte Kompaktgeräte zum Einsatz kommen, in denen eine kontrollierte Wohnraumlüftung, Warmwasserbereitung, eine Mini-Wärmepumpe und Elektrozusatzheizung integriert sind und keine klassische Gebäudeheizung darstellen.
Andererseits bieten „konventionelle“ Anlagen aus Wärmeerzeuger und getrennter Lüftung nicht nur Kosten- und Effizienzvorteile: Bei Gerätefehlern oder aufgrund technischen Fortschritts können Komponenten der Anlage erneuert werden; bei der Wahl von Einzelgeräten können die jeweiligen Rahmenbedingungen eines Bauvorhabens berücksichtigt werden.

#### Schimmelschutz
Wie bei den meisten modernen Gebäuden weisen Passivhäuser eine deutlich geringere Anfälligkeit für Schimmelbildung auf als ältere Gebäude. Die Lüftungsanlage sorgt dafür, dass kurzzeitig hohe Feuchteeinträge abgelüftet werden. Der gute Wärmeschutz und die Vermeidung von Wärmebrücken sorgen für warme Oberflächen. Damit wird die Zeit hoher Luftfeuchtigkeit und das Risiko für Kondenswasser drastisch reduziert, wodurch Schimmel keine Grundlage hat.

### Wohngefühl

#### Konstante Innentemperatur
Die Innentemperatur ändert sich nur sehr langsam, sowohl über das Jahr gesehen als auch über einen Tag – bei ausgeschalteter Heizung sinkt sie im Passivhaus auch an kalten sonnenlosen Tagen um weniger als 0,5 K am Tag. Alle Wände und Böden haben nahezu dieselbe Temperatur, dies gilt ebenfalls für den Keller, wenn er innerhalb der thermischen Hülle liegt. Lediglich die Fenster dürfen um maximal 3,5 K kälter sein.
Im Sommer sorgen die Wärmedämmung und ein möglicherweise vorhandener Erdwärmeübertrager dafür, dass das Gebäude angenehm kühl bleibt und (zumindest in Mitteleuropa) keine Klimaanlage erforderlich ist, sofern der Wärmeeintrag aus direkter Sonneneinstrahlung auf Fenster und offenstehende Türen und Fenster begrenzt bleibt. Das gilt auch für Bürogebäude und Schulgebäude im Passivhausstandard (Quelle: Arbeitskreisbände Sommerklima und Passivhaus-Schulen).
Manche Menschen empfinden beispielsweise im Schlafzimmer eine etwas kühlere oder im Bad etwas wärmere Temperatur als komfortabel. Die Innentemperatur gleicht sich ohne hohe Wärmeverluste im Passivhaus in der Regel zwischen den Innenräumen stark an. Eine Zonierung ist nur begrenzt möglich.

#### Luftqualität
Die kontrollierte Wohnraumlüftung eines Passivhauses sorgt mithilfe von Luftfiltern für eine bessere Luftqualität der Raumluft im Vergleich mit der Außenluft. Sie kann mit elektrischen Heizregistern oder Luft-Luft-Wärmepumpen die Funktion der Heizung übernehmen, wenn die maximale Heizlast in allen Fällen während der Lebensdauer des Hauses unter 10 W/m² bleibt. Ein schnelles Aufheizen ist mit einer alleinigen Heizung über kontrollierte Wohnraumlüftung wegen der aus Komfortgründen geringen Luftwechselrate von 0,4/h bis 1,0/h nicht möglich. Zusätzliches Lüften ist immer möglich, aber im Grunde nicht notwendig.
Die in manchen Fällen berichtete niedrigere relative Luftfeuchte besonders in Kälteperioden im Winter kann durch eine Reduzierung der Luftwechselrate angehoben werden, was aber der Heizungsfunktion entgegenwirkt, wenn ausschließlich über Frischluft geheizt wird. Es werden auch Geräte mit einer integrierten Feuchterückgewinnung angeboten.

### Ökologie
Der höhere Material- und damit Energiebedarf bei der Herstellung und Installation der Wärmedämmung muss sich unter Umweltschutzgesichtspunkten amortisieren (vgl. Erntefaktor). Eine Untersuchung im Auftrag des Bayerischen Landesamtes für Umwelt kam zu einem eindeutig positiven Ergebnis. Die Analyse der Ökobilanz (gemäß EN 15978:2012 und EN 15804:2014) eines Einfamilienhauses in verschiedenen Bauweisen und Energieniveaus zeigt, dass Primärenergieaufwand und Treibhausgasbilanz, sowie weitere Umweltfaktoren über eine Lebensdauer von 50 Jahren bei einem Gebäude im Passivhaus Energieniveau je nach Bauweise um 20 bis 34 % geringer sind als bei Gebäuden mit dem EnEV-Standard ab 2016.

### Kosten
Erfahrungen zeigen, dass der Neubau etwa 5 bis 15 % teurer als ein konventionell gebautes Haus nach dem seit 1. November 2020 gültigen Gebäudeenergiegesetz (GEG) ist. Bei Sanierungen von Altbauten bewegen sich diese Mehrkosten erfahrungsgemäß zwischen 12 % und 18 %. Die Kosten für die Lüftungsanlage im Einfamilienhaus betragen ca. 6.000 bis 10.000 € (2007) fertig eingebaut je nach Ausstattung.
Die Amortisationszeit kann mehr als zehn Jahre betragen; sie hängt im Wesentlichen von der nicht vorhersehbaren zukünftigen Energiepreissteigerung ab sowie von dem Zinssatz, mit dem die Investition finanziert wird. Die grundlegende Einsparung bei der Heizenergie beträgt gegenüber einem konventionellen Gebäude nach neuestem Baustandard rund 75 %.

#### Mehrkosten beim Passivhaus
- Gute Wärmedämmung (Materialkosten für den Dämmstoff)
- Zulagen für vergrößerte Außenflächen, eventuell aufwändigere Anschlussarbeiten und Detailausbildungen
- Einsatz von Lüftungstechnik mit Wärmerückgewinnung
- Gut dämmende Fenster mit Dreifach-Wärmeschutzverglasung
- Erhöhte Anforderungen an die luftdichte Gebäudehülle
- In manchen Fällen erhöhter Aufwand für Sonderlösungen (z. B. für eine Katzenklappe)

#### Minderkosten beim Passivhaus
- Kaminzüge häufig nicht notwendig – hierdurch etwas mehr Wohnfläche (0,5 m × 0,5 m = 0,25 m²) und keine Kaminkehrerkosten
- selten werden Heizkörper, Wand- oder Fußbodenheizung und die dazugehörige Technik benötigt
- Heizungs- oder Brennstofflagerraum häufig nicht notwendig
- Meist geringere Unterhaltskosten für Warmwasserbereitung und Heizungsanlage

#### Unterhaltskosten
Da als Heizung meist eine strombetriebene Wärmepumpe zum Einsatz kommt, hat man bei einem Passivhaus einen erhöhten Strombedarf. Dafür fallen keine gesonderten Heizungskosten an. Mit 1 kWh elektrischer Energie transportiert die Wärmepumpe zwischen 1,3 und 3,7 kWh Wärme auf ein höheres Temperaturniveau. Hinzu kommt, dass die aufgebrachte elektrische Energie ebenfalls als Wärme genutzt werden kann. Es ergeben sich also ca. 2,3 bis zu 4,7 kWh Wärme pro kWh aufgebrachter elektrischer Energie. Die Leistungsrate wird als Coefficient Of Performance (COP) in den Anlagenbeschreibungen ausgewiesen. Wird die Wärmepumpe auch zur Warmwassererzeugung genutzt, steigt der Energiebedarf, da die Wärmepumpen bei höheren benötigten Temperaturen weniger effizient arbeiten. Die Warmwassererzeugung durch Durchlauferhitzer benötigt ebenfalls hochwertige, teure elektrische Energie.
Da oft Lüftungen mit elektrischen Heizelementen und elektrische Fliesentemperierungen eingebaut werden, erhöht sich bei deren Verwendung der Bedarf an elektrischer „Nebenenergie“ deutlich.
Der Wartungsaufwand für die Haustechnik entspricht dem eines normalen Wohnhauses mit zusätzlicher Lüftungstechnik. Die Lüftung (ohne elektrische Nachheizung) mit etwa 40 Watt durchschnittlicher Leistungsaufnahme verbraucht im Jahr etwa 350 kWh, zuzüglich der Kosten für Filterwechsel.

#### Kostenvergleich
Es ist umstritten, ob die Haustechnik bei einem Passivhaus (Lüftung + Wärmepumpe) ungefähr gleich teuer ist wie bei einem konventionellen Haus ohne Lüftung (Heizkörper + Heizung). Die Baukosten erhöhen sich effektiv um den Betrag, den die bessere Wärmedämmung kostet (Fenster, Wärmedämmung), laut CEPHEUS um etwa 5 bis 8 %. Die CEPHEUS-Studie kam zu dem Schluss, dass die kapitalisierten Gesamtkosten über 30 Jahre bei einem Passivhaus nicht höher seien als bei einem konventionellen Neubau. Den ab dem ersten Tag höheren Kapitalkosten stehen die ab dem ersten Tag niedrigeren Energiekosten gegenüber. Vorteile sind „unter dem Strich“ die höhere Wohnqualität durch die Lüftung, die Sicherheit gegenüber zukünftigen Energiepreiserhöhungen und die bessere CO2-Bilanz.
Beispiele zeigen, dass mit geschickter Planung die Mehrkosten der Lüftungsanlage und die Minderkosten der Heizsysteme zumindest bei Nichtwohngebäuden eine positive Investitionskostenbilanz aufweisen. Dazu addieren sich die verringerten Energiekosten in der Nutzungsphase.

#### Förderung

##### Deutschland
Stand 3. Januar 2024: In Deutschland können Passivhäuser im Rahmen der Bundesförderung für effiziente Gebäude (Sanierung), bzw. Klimafreundlicher Neubau (voraussichtlich nach Beschluss des Bundeshaushaltes 2024) durch zinsgünstige Darlehen und (Tilgungs-)Zuschüsse der KfW förderfähig sein. Die KfW wendet eine andere Rechenmethode an, als die in Deutschland verbreiteten Passivhauskriterien, weshalb eine pauschale Aussage zur Förderfähigkeit nicht möglich ist. Die Förderprogramme der KfW unterliegen der allgemeinen staatlichen Haushaltsführung und können sich politisch bedingt kurzfristig ändern. Neben den Bundesprogrammen können regionale Förderprogramme existieren.

##### Österreich
In Österreich werden Passivhäuser mit bis zu 10 % der Baukosten gefördert.
Das Land Tirol fördert Passivhäuser im Zuge der Wohnbauförderung mit einer Zusatzförderung für energiesparende Bauweise mit 14 Punkten. Die Förderungshöhe eines Punktes ergibt sich aus der förderbaren Wohnnutzfläche in m² × 8 €.
Bewirbt sich beispielsweise eine Familie mit vier Personen mit einer maximal geförderten Wohnfläche von 110 m², so ergibt das 110 × 8 = 880 € pro Punkt. Bei 14 Punkten ergibt das eine Zusatzförderung von 12.320 € (Stand: Juni 2007).
Das Land Vorarlberg fördert Passivhäuser mit einem Satz von bis zu 1.100 € je Quadratmeter bis zu 150 m² , also maximal 165.000 €, sofern die Richtlinien erfüllt wurden (Einkommensgrenzen, Grundriss, Personen). Diese Förderung muss jedoch über eine Laufzeit von ca. 30 Jahren mit extrem niedrigem Zinssatz und nicht wertgesichert getilgt werden, sodass dies auch eine stark fördernde Wirkung für Jungfamilien und die Bauwirtschaft direkt hat.

## Passivhausstandards
Basierend auf der Passivhausbauweise wurden Energiestandards entwickelt. Dabei kann man heute von einem Richtwert des flächenbezogenen jährlichen Heizwärmebedarfs von 15 kWh/(m²·a) ausgehen. Bei diesem Wert wird die bedeutendste Einsparung im Vergleich zum konventionellen Wohnungsbau beim Heizstoffverbrauch erzielt: Dies entspricht einem Verbrauch Heizöläquivalent von etwa 1,5 Liter Heizöl pro Quadratmeter Wohnfläche im Jahr.
Zertifizierungen anhand von Energiestandards wurden von privatwirtschaftlichen und staatlichen Stellen auf gesetzlicher oder Normen-Basis definiert. Erstere dienen vorrangig als Qualitätssicherungsmaßnahme im Sinne einer Absicherung im Baugewerbe und für den Kunden, zweitere auch zur Umsetzung der Ziele des Kyoto-Protokolls (Klimarahmenkonvention der Vereinten Nationen UNFCCC, Zusatzprotokoll Konferenz Kyōto 1997) und für Fördermaßnahmen bzw. -gelder.

### PHPP-Standard des Passivhaus Institutes (Qualitätsgeprüftes Passivhaus)

Logo des PHI und Qualitätsgeprüftes Passivhaus

Vom Passivhaus Institut in Darmstadt wird das Konzept Passivhaus Projektierungspaket (PHPP) erarbeitet. Darin sind folgende grundlegende Rahmenbedingungen festgelegt:
- Energiekennwert Heizwärme max. 15 kWh/(m²·a) oder Heizwärmelast max. 10 W/m²
- Drucktestluftwechsel n50 max. 0,6 h−1
- Energiekennwert der gesamten Primärenergie max. 60[15] kWh/(m²·a) inkl. Haushaltsstrom

Für Nichtwohngebäude gilt zusätzlich:
- Energiekennwert Nutzkälte max. 15 kWh/(m²·a)
- sowie allfällige Sonderbedingungen für vom kühl-gemäßigten Klima Europas abweichende Standortbedingungen und Sonderfälle der Gebäudenutzung

Das PHPP-Konzept besteht aus einem umfangreichen Kriterienkatalog. Auf Basis dieser Rahmenbedingungen zertifiziert das Institut Gebäude mit dem Label Qualitätsgeprüftes PASSIVHAUS Dr. Wolfgang Feist.
Das Passivhaus Institut ist eine von Wolfgang Feist gegründete Forschungsstelle und eine der führenden Institutionen auf dem Gebiet des Passivhausbauens. Es war maßgeblich an der Entwicklung der deutschen Energiestandard-Normen beteiligt; auf dem PHPP-Standard basiert auch der österreichische staatliche klima:aktiv-Standard.

### Deutschland: Energiestandard
Der Begriff beschreibt nach deutscher Normenlage einen Energiestandard für Gebäude.
Die präzise Definition lautet:

„Ein Passivhaus ist ein Gebäude, in welchem die thermische Behaglichkeit (ISO 7730) allein durch Nachheizen des Frischluftvolumenstroms, der für ausreichende Luftqualität (DIN 1946) erforderlich ist, gewährleistet werden kann – ohne dazu zusätzlich Umluft zu verwenden.“

Die genauen Anforderungen an ein Passivhaus sind im Passivhaus-Energiestandard beschrieben. Dieser ist eine Weiterentwicklung des Standards für Niedrigenergiehäuser. Eine Prüfstelle für die Einhaltung der Normen existiert in Deutschland nicht. Obwohl es keine zentrale Prüfstelle für die Einhaltung der Passivhaus-Normen in Deutschland gibt, können Bauherren und Architekten ihre Projekte von unabhängigen Institutionen, wie dem Passivhaus Institut (PHI) oder zertifizierten Passivhaus-Planern, prüfen und zertifizieren lassen. Die Zertifizierung ist freiwillig, kann aber eine höhere Wertbeständigkeit des Gebäudes sowie eine erleichterte Finanzierung durch Förderprogramme gewährleisten.

### Österreich: Klasse A++ Energieausweis, klima:aktiv Gebäudestandard
Für Österreich wird das Passivhaus für den – für alle Gebäude verbindlichen – Energieausweis als Energiestandard mit A++ bezeichnet. Für ein Energiesparhaus/A++ gelten:
| HWB in kWh/(m²·a) | Kategorie | Kategorie                        | Heizöläquivalent in l/a |
| ----------------- | --------- | -------------------------------- | ----------------------- |
| ≤ 10              | A++       | Passivhaus                       | 200–300 (a)             |
| ≤ 15              | A+        | Niedrigstenergiehaus             | 400–700 (a)             |
| ≤ 25              | A         | Niedrigstenergiehaus             | 400–700 (a)             |
| ≤ 50              | B         | Niedrigenergiehaus               | 1000–1500 (a)           |
| ≤ 100             | C         | Zielwert nach Bauvorschrift 2008 | 1500–2500 (a)           |
| ≤ 150             | D         | alte, unsanierte Gebäude         | > 3000 (a)              |
| ≤ 200             | E         | alte, unsanierte Gebäude         | > 3000 (a)              |
| ≤ 250             | F         | alte, unsanierte Gebäude         | > 3000 (a)              |
| > 250             | G         | alte, unsanierte Gebäude         | > 3000 (a)              |

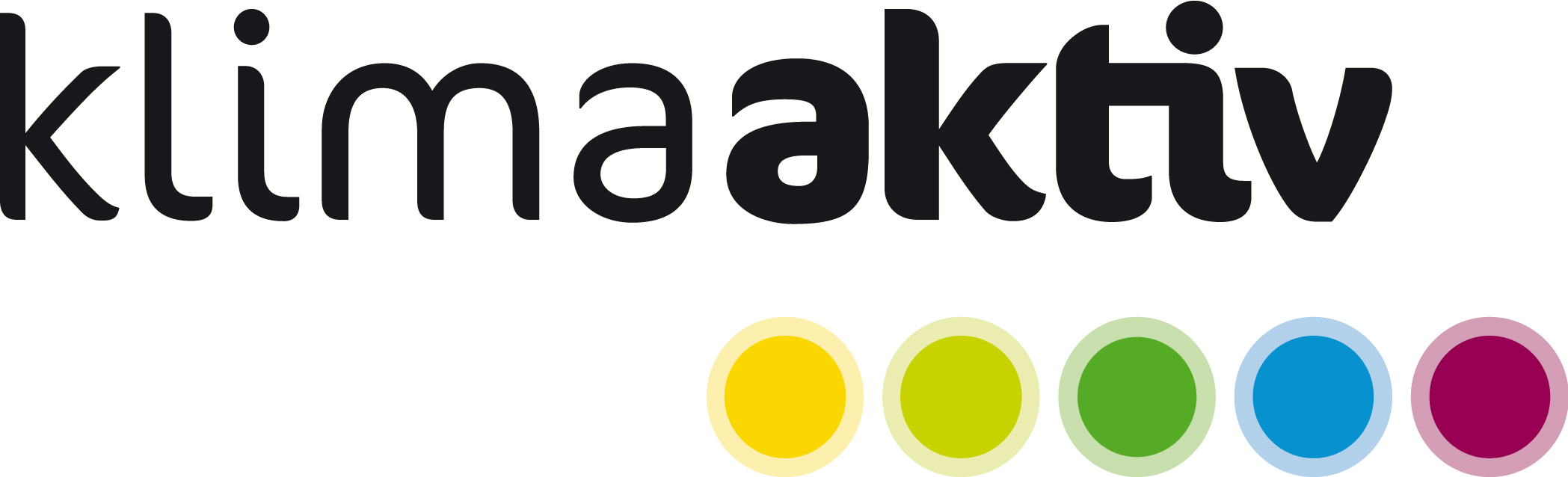
Logo klimaaktiv-Initiative des BMK

Daneben ist der Passivhausstandard auch in der Ergänzung zum neueren klima:aktiv Gebäudestandard implementiert, wo der Kriterienkatalog zu etwa 60 % auf dem PHPP-Standard des Passivhaus Instituts Darmstadt aufsetzt. Dort gelten:
- Bedarf Heizung, Warmwasserbereitung sowie Hilfsstrom für Heizung und Lüftung (Heizenergiebedarf HEB und Raumlufttechnikenergiebedarf RLTEB) ≤ 65 kWh/(m²WNF·a)
- Heizwärmebedarf (HWB) ≤ 15 kWh/(m²WNF·a)
- Luftdichtheit n50 ≤ 0,6 h−1
- Komfortlüftung optimiert (ÖNORM H 6038 oder DIN 1946)

Seit dem 1. Januar 2007 ist in Vorarlberg ein Gesetz in Kraft, das die Passivbauweise für alle neuen öffentlichen Bauten zwingend vorschreibt.

### Schweiz: Minergie-P

Logo des Vereins und Standards Minergie

In der Schweiz besteht der Begriff Passivhaus als solcher nicht. Gebäude dieses Typs werden mit einem Gebäudelabel nach Minergie-Standard klassifiziert, dem Standard Minergie-P. Zertifizierungsstelle ist die Hochschule Luzern – Technik & Architektur.

## Kritik
Der Mehrwert von Passivhäusern wird immer wieder diskutiert. Zu den diskutierten Themen gehören:

### Qualität
Die Qualitätsanforderungen an ein Passivhaus sind verglichen mit früheren Baustandards hoch. Details wie Wärmebrücken und luftdichte Ebene sollten gut geplant und fehlerfrei ausgeführt sein. Zudem ist eine andere Nutzungsweise, insbesondere zum Lüftungsverhalten im Winter vorgesehen, als von vielen Menschen gewohnt. Werden diese Bedingungen nicht erfüllt, können Energiekosten höher als prognostiziert ausfallen, oder im schlimmsten Fall die Heizung unterdimensioniert sein. Bei Nutzungsänderungen muss für den Erhalt des Niveaus unter Umständen die Gebäudetechnik und Lüftung aufwändig an die neue Situation angepasst werden, wenn beispielsweise ein Abstellraum zum Bad ausgebaut wird. Herausforderungen, die Passivhäuser mit allen energieeffizienten und nach aktuellem Stand der Technik geplanten modernen Gebäuden eint.

### Kosten
Als Reaktion auf Kritiken an steigenden Energiestandards hat das Energieinstitut Vorarlberg eine umfangreiche Untersuchung im Vorfeld eines zur Errichtung vorgesehenen Mehrfamilienhauses durchgeführt. Dabei wurden etwa 60.000 Varianten des geplanten Gebäudes analysiert. In einem umfangreichen Rechenverfahren wurden verschiedene Energieniveaus, Errichtungs- und Betriebskosten, unter Berücksichtigung von Preisen aus tatsächlichen Angeboten in einer komplexen Matrix miteinander verglichen. Wesentliches Ergebnis ist, dass das Energieniveau einen geringen Einfluss auf die Bauwerks- und Errichtungskosten hat. Die Studie kommt zum Schluss, dass das Kostenoptimum im Bereich des Passivhausstandards liegt. Eine Folgeuntersuchung zeigt, dass die gewählte Variante umgesetzt werden konnte, wobei Kosten und Energieverbrauch noch unter den berechneten Werten blieben. Die Errichtungskosten lagen am unteren Ende des Niveaus vergleichbarer Gebäude, die im gleichen Zeitraum errichtet wurden. Auch erfüllte der Energieverbrauch die Passivhauskriterien von unter 15 kWh/(m²·a).

## Geschichte und Ausblick
Das Polarschiff Fram war die erste wirklich funktionsfähige und zweckmäßige Verwendung des Passivhausprinzips. Dieses Schiff wurde 1883 gebaut. Die Wände und Decken wurden mit mehreren Schichten und Materialien abgedichtet und erreichten eine Dicke von rund 40 cm. Die Fenster, durch die die Kälte besonders leicht eindringen konnte, wurden durch dreifache Scheiben ersetzt. So war es möglich, dass der Ofen nicht angefeuert werden musste, egal wie tief die Temperatur unter dem Nullpunkt lag.
Die Umsetzung dieser Idee auf ein Haus erfolgte in den 1970er und 80er Jahren. In Kopenhagen wurde an der „Dänischen Technischen Hochschule“ 1973 das erste Haus dieser Art gebaut. Nach heutigen Festlegungen wird es als „Niedrig-Energiehaus“ eingestuft. Bei diesem Forschungsprojekt wurden wichtige Erkenntnisse gewonnen und die Grundlagen für die Entwicklung der Niedrigenergie- und darauf folgend den Passivhäusern geschaffen.
Bei diesen anfänglichen Projekten gab es aber wesentliche Probleme. Weder gab es Lösungen für energieeffiziente Fenster, noch war man sich über die Wichtigkeit der dauerhaften Luftdichtheit im Klaren. In vielen Projekten kam zudem eine sehr komplizierte Technik zum Einsatz, die am Ende nicht zuverlässig funktionierte und für die Serienanwendung viel zu teuer war.
In einem „deutsch-schwedischen“ Projekt hatte man aus den Erfahrungen gelernt und die wesentlichen Dinge richtig gemacht. Sie stellten mit der Luftdichtheit, guter Wärmedämmung, guten Fenstern und zuverlässiger geregelter Lüftung die Weichen für die modernen energiesparenden Häuser.
Der letzte Schritt zum serienreifen Passivhaus erfolgte im Jahr 1990. Ein Team von deutschen Wissenschaftlern hatte in internationaler Kooperation neue Bauteile wie beispielsweise eine CO2-geregelte Lüftung und gedämmte Fensterrahmen entwickelt, die effizient waren und gleichzeitig kostengünstig hergestellt werden konnten.

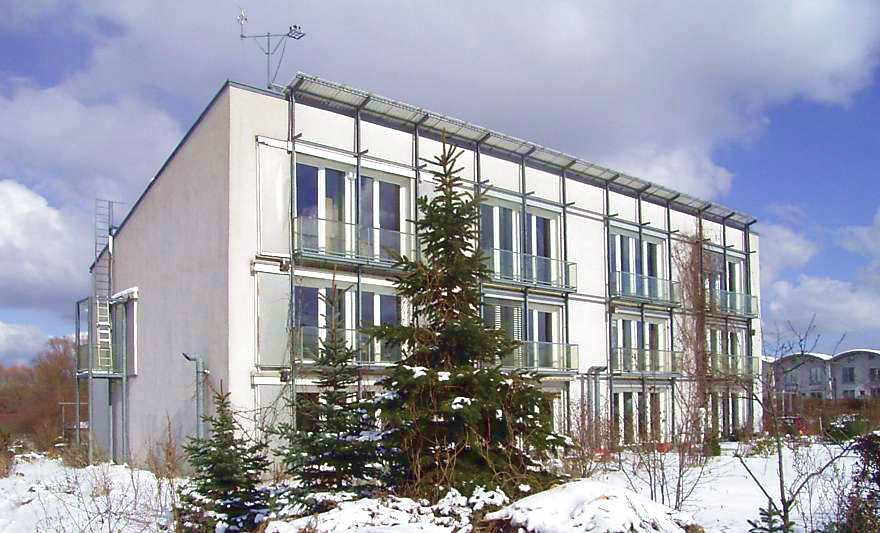
Das erste Passivhaus Deutschlands

Aus diesem Projekt entstand 1991 das erste anerkannte Passivhaus in Deutschland, das in Darmstadt-Kranichstein gebaut und von Wolfgang Feist, seinerzeit am Institut Wohnen und Umwelt, geplant wurde. Der Heizenergieverbrauch der vier Reihenhauseinheiten beträgt durchschnittlich 10 kWh/m²a und ist seitdem konstant geblieben. Das Passivhaus zeigte eine einwandfreie Funktion aller Komponenten und wies zu dieser Zeit eine Energieersparnis von rund 90 % gegenüber einem herkömmlichen Haus auf.
Das erste freistehende Passiv-Wohnhaus wurde von oehler faigle archkom 1998 in Bretten gebaut. Dieses wurde im Wesentlichen in Holzständerbauweise erstellt. Das erste freistehende Passivhaus in Massivbauweise mit WDVS wurde, ebenfalls 1998, in Bruchsal-Büchenau gebaut und bezogen. Das erste deutsche Mehrfamilien-Passivhaus befindet sich seit 1999 in Freiburg, Stadtteil Vauban. Es folgten Passivhaussiedlungen in Wiesbaden (21 Häuser), Hannover-Kronsberg (32 Häuser) und Stuttgart (52 Häuser). In den Jahren 1999 bis 2001 wurden im Rahmen von CEPHEUS weitere 221 Wohneinheiten in fünf EU-Ländern (Deutschland, Frankreich, Österreich, Schweden, Schweiz) an 14 Standorten errichtet – alle mit intensiven Messprogrammen, welche die vollständige Erfüllung der Erwartungen bestätigen.
Europas erstes großes Bürogebäude im Passivhausstandard mit Solar-Saisonspeicher entstand 1998 als Firmenzentrale eines Unternehmens in Cölbe bei Marburg. Inzwischen sind eine Reihe teils auch größerer Bürogebäude im Passivhausstandard errichtet worden wie beispielsweise das Energon 2002 in Ulm mit einer Nettogrundfläche von 6911 m² und ca. 420 Arbeitsplätzen oder Lu-teco 2006 in Ludwigshafen mit 10.000 m² Bürofläche und mehr als 500 Arbeitsplätzen.
Das erste Mal im Sozialwohnungsbau wurde die Maßnahme 2000 in Kassel eingesetzt (40 Einheiten). Mit dem Schiestlhaus am Hochschwab wurde 2004/05 auf 2154 m ü. A. das erste hochalpine Gebäude in Passivbauweise gebaut. Derzeit entsteht in Wien die größte Passivhaussiedlung Europas, das Eurogate im dritten Wiener Gemeindebezirk mit 1700 Wohnungen, davon 700 im Passivhausstandard.
Das erste energetisch sanierte Passivhochhaus der Welt befindet sich im Freiburg im Breisgau, das Hochhaus Bugginger Straße 50. Das 45 Meter hohe Gebäude ist ein 16-stöckiges Hochhaus mit einer Wohnfläche von rund 7.000 m², das im Jahr 1968 im Stadtteil Weingarten errichtet und in den Jahren 2009 bis 2010 saniert wurde. Es gehört heute der städtischen Wohnungsbaugesellschaft Freiburger Stadtbau (FSB).
Inzwischen sind viele tausend Passivhäuser, hauptsächlich in Deutschland, Österreich, der Schweiz und in Italien (Südtirol) bewohnt, davon mehrere Großsiedlungen, in denen der niedrige Verbrauch und die gute Behaglichkeit durch wissenschaftliche Begleitstudien von CEPHEUS bestätigt wurde. Etwa die Hälfte dieser Häuser steht in Österreich, das auf dem Gebiet der Energiesparhäuser führend ist. Es fördert seit 1996 Energiesparhäuser, und bis 2009 waren ca. 8.000 Wohnungen in A++-Standard (Passivhaus) ausgeführt, weitere 5.000 waren in Bau/Umbau. Inzwischen wurden auch Bauten der öffentlichen Verwaltung, Heime, Schulen, Turnhallen und sogar Industriegebäude mit Passivhausstandard gebaut, etwa beim bambados in Bamberg angewandt, das Europas erstes Passivhaus-Hallenbad mit sechs Schwimmbecken und 1.700 Quadratmetern Wasserfläche ist.
Das erste Passivhaus in den USA wurde 2003 in Urbana, Illinois als privates Wohnhaus errichtet. 2006 wurden ein weiteres Passivhaus im Rahmen des sozialen Wohnungsbaus in Urbana und die BioHaus Schule in Bemidji, Minnesota für das Deutsch-als-Fremdsprache-Programm Waldsee mit Hilfe der Deutschen Bundesstiftung Umwelt fertiggestellt. Besondere Medienpräsenz erreicht das Österreich-Haus in Whistler (British Columbia) für die olympischen Winterspiele 2010 in Vancouver, das in Passivhaus-Standard ausgeführt ist. In Nordamerika ist diese Technik weitgehend unbekannt, es wurden erst ein paar Dutzend Häuser errichtet.
Es gibt Passivhäuser als Massiv-, Holz-, Lehm-, Schalungstechnikbauweise, als Polystyrolsteinhaus und anderen Bautechniken.
In jüngster Zeit gibt es zunehmend Bestrebungen, auch ältere Gebäude auf Passivhausstandard umzurüsten. Im Wesentlichen gelten dabei die gleichen Voraussetzungen wie beim Neubau, allerdings ist die planerische und handwerkliche Umsetzung ungleich aufwändiger. Erste Projekte wurden in Hannover, Nürnberg, Ludwigshafen und Frankfurt am Main umgesetzt. Bei diesen Umbauten wurde der Energieverbrauch für Heizung jeweils um mehr als 85 % verringert. Verwendet wurden dabei die gleichen Prinzipien und Bauteile, die für den Neubau von Passivhäusern entwickelt worden sind.
2014 wurde in Changxing, rund 150 Kilometer westlich von Shanghai nach Plänen des Berliner Büros Peter Ruge Architekten das Passivhaus Bruck für einen chinesischen Immobilienentwickler fertiggestellt und als erstes Wohngebäude in der Volksrepublik China vom Passivhausinstitut Darmstadt zertifiziert.
Als größte Passivhaussiedlung der Welt gilt die Heidelberger Bahnstadt, wo mit Stand 2016 etwa 2.600 Menschen lebten. Zukünftig sollen in der Siedlung etwa 6.000 Menschen leben, zudem soll sie rund 7.000 Arbeitsplätze bieten. Ihre Fläche beträgt ca. 116 ha.

### International
- Passivhaus-Datenbank

### Deutschland
- Passipedia - Die Passivhaus-Wissensdatenbank
- Passivhaus Institut (PHI)
- Karlsruher Institut für Technologie (KIT), Forschungsstelle für Brandschutztechnik, Forschungsberichte Nr. 154 und 164, ffb.kit.edu: Feuerwehreinsatztaktische Problemstellungen bei der Brandbekämpfung in Gebäuden moderner Bauweise

### Österreich
- Haus der Zukunft (Hrsg.: Bundesministerium für Verkehr, Innovation und Technologie, Österreichische Forschungsförderungsgesellschaft, Österreichische Gesellschaft für Umwelt und Technik [ÖGUT])
- Passivhaus Austria
- Netzwerk Passivhaus

### Schweiz
- MINERGIE, Schweizer Qualitätslabel für Gebäude: minergie.ch